# Dendropanax swartzii
Dendropanax swartzii är en araliaväxtart som först beskrevs av William Fawcett och Alfred Barton Rendle, och fick sitt nu gällande namn av Albert Charles Smith. Dendropanax swartzii ingår i släktet Dendropanax och familjen Araliaceae. Inga underarter finns listade.